# Banda (narod)
Banda, adamawa-ubangijski narod, uže ubangijske skupine, naseljen u Srednjoafričkoj Republici, a također živi i u DR Kongou, Kamerunu, Južnom Sudanu i Čadu.
Pripada užoj skupini naroda također poznatim kao Banda. Bande govore zapadno-centralnim banda jezikom, koji se očuvao u nekim regijama Srednjoafričke Republike, 4.500 govornika (1996) i 3,000 u Sudanu (1982 SIL), dok su u Čadu možda jezično asimilirani od Arapa, kao što je narod Yalna. Bande su u Sudanu poznati kao Golo i u Srednjoafričkoj Republici kao Dakpa, a govore nekoliko dijalekata kojim se služe lokalne podgrupe. 